# Simplicio di Olbia
Simplicio di Olbia (III secolo – 304) è stato un vescovo italiano, primo supposto vescovo di Olbia. È venerato come santo dalla Chiesa cattolica.

## Biografia
Il martirologio romano lo riporta al 15 maggio:
Sulla sua esistenza storica non vi sono dubbi, dato che tutti i martirologi ne fanno cenno; i dubbi sorgono sui suoi titoli: alcuni infatti lo ricordano come vescovo, altri come presbitero e alcuni non accennano al martirio. La Passio del XII secolo, redatta dai monaci Vittorini di Marsiglia, lo presenta come vescovo e martire sotto Diocleziano nel 304. Civita (poi Olbia), la Gallura e il giudicato di Gallura scelsero Simplicio come loro santo protettore.
Fausania, presunto nome altomedievale di Olbia, è menzionata in una lettera di papa Gregorio I, il quale, nel VI secolo, esorta ad eleggere un nuovo vescovo per questa città, la quale ne era priva da lunghissimi anni a causa delle difficoltà dei tempi.
L'ultimo vescovo di Fausania-Civita fu Pietro Stornello (1490-1511): la diocesi continuò fino al 1836 col nome di Civita e Terranova, associato ad Ampurias (Castelsardo), e trasferita a Tempio Pausania.
Simplicio è sempre effigiato con mitra, piviale e bacolo pastorale: così appare, con Vittore, nell'affresco della fine del XII secolo che tuttora si vede nella chiesa.
Nel sito dove sorge il tempio - Giovanni Paolo II lo elevò al rango di basilica minore - Simplicio sarebbe stato martirizzato il 15 maggio 304, durante il regno del menzionato imperatore. Secondo una leggenda locale, parte del corpo di san Simplicio fu gettato in mare presso l'isolotto di Tavolara, dove ai superstiziosi pescatori pareva di vedere un continuo ribollimento delle acque.
I resti ritenuti di san Simplicio e san Vittore furono rinvenuti nel 1940 nella chiesa olbiese di San Paolo, lì trasferiti nel 1840/43 dall'antica cattedrale extra muros.
La chiesa, la più significativa della Gallura, ebbe un ruolo fondamentale negli avvenimenti del giudicato: vicino ad essa sorgevano insigni palazzi, tra cui quelli della cancelleria e del vescovo; qui i Giudici prestavano giuramento e si sposavano (da ricordare il matrimonio, qui celebrato, della giudicessa Elena di Gallura col pisano Lamberto Visconti che sostituì sul trono la sua famiglia a quella dei Lacon-Gunale).
Fu cattedrale della diocesi gallurese per secoli, sostituita a metà Ottocento dal duomo di Tempio Pausania.
Terranova Pausania (odierna Olbia), infatti, era assai decaduta e spopolata: l'artistica chiesa si trovava ormai isolata fuori le mura, quasi in aperta campagna e chiusa fino ai primi anni cinquanta del Novecento.

## La basilica di San Simplicio

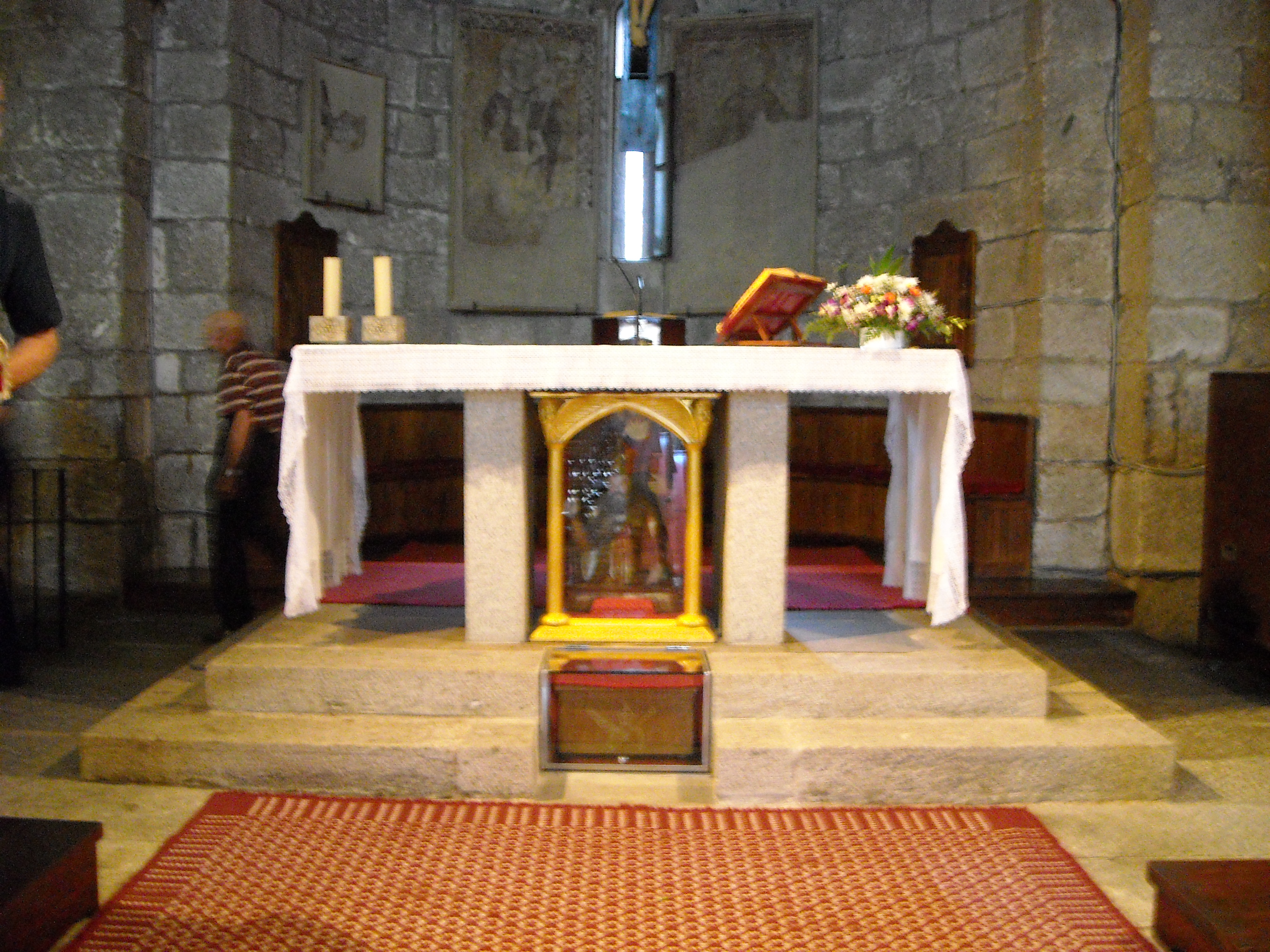
L'altare maggiore con il reliquiario del santo

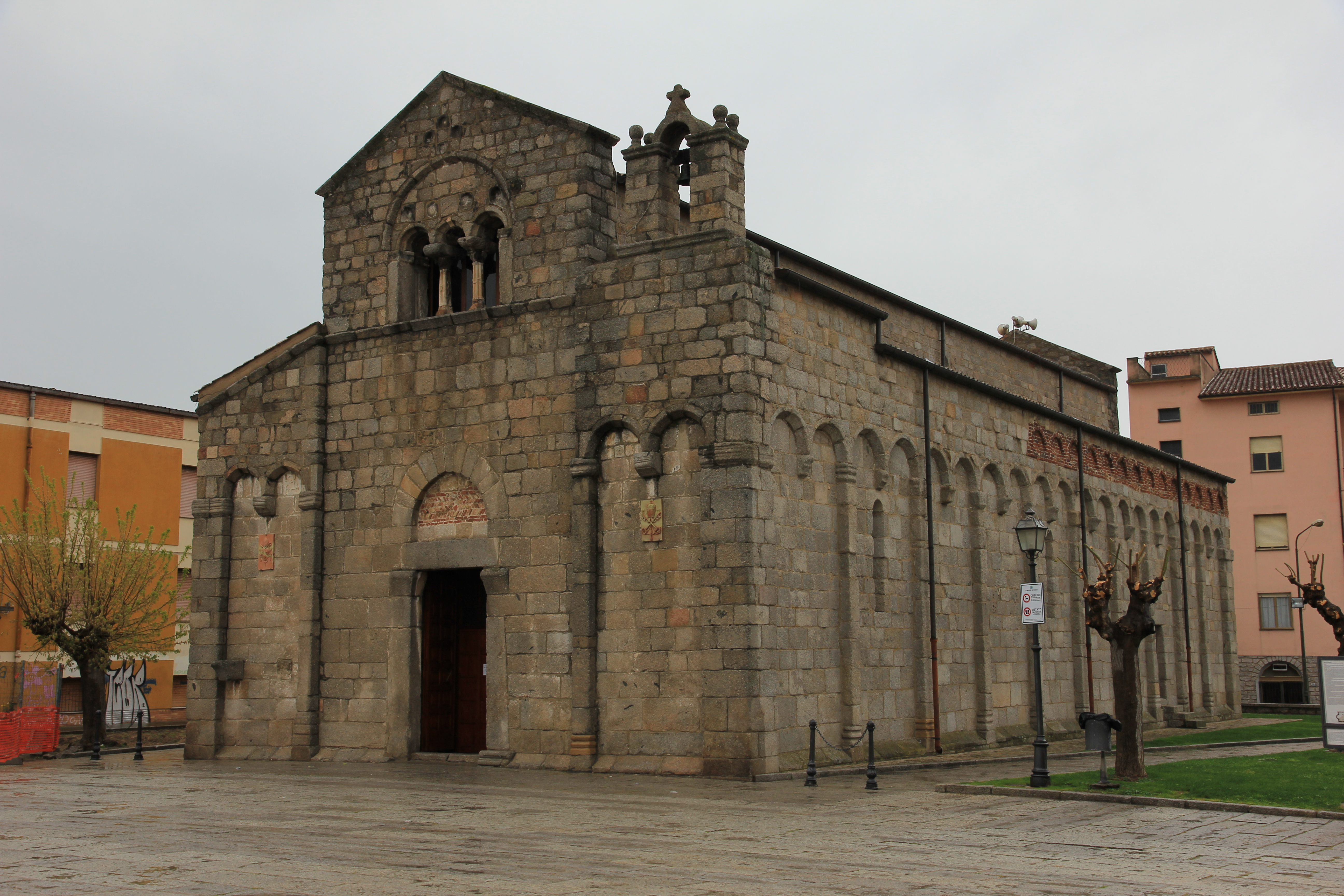
Antica cattedrale di San Simplicio a Olbia

La figura di Simplicio, protovescovo o presbitero di Olbia, è legata alla basilica minore che ne porta il nome.
Risalente alla seconda metà dell'XI secolo è sorta probabilmente al posto di una chiesetta paleocristiana costruita tra il 594 e il 611.
La basilica, costruita in forme pisane con influssi lombardi, è quasi interamente in granito, con l'interno a tre navate divise da arcate sostenute da colonne che si alternano a pilastri. Al centro dell'abside si notano due affreschi sbiaditi, nei quali si riconoscono san Simplicio e san Vittore, vescovo della città (599-601).
Sotto l'altare è conservato il busto reliquiario in legno policromo raffigurante il santo titolare, ai cui piedi, in una teca, sono conservate le presunte reliquie del santo, rinvenute nel 1630.